# Trzebórz
Trzebórz (niem. Eichelshagen, nazwa przejściowa – Dąbrówka) – wieś w Polsce położona w województwie zachodniopomorskim, w powiecie pyrzyckim, w gminie Kozielice.
| SIMC    | Nazwa    | Rodzaj    |
| ------- | -------- | --------- |
| 0778053 | Podborze | część wsi |

W latach 1975–1998 miejscowość administracyjnie należała do województwa szczecińskiego.
Według danych z 1 stycznia 2011 wieś zamieszkiwało 187 osób. 